# 笑って歩こうよ
「笑って歩こうよ」（わらってあるこうよ）は、ASKAの楽曲。自身の13作目のシングルとして、2021年7月1日に先行配信、2021年7月14日に12cmCDとして発売された。発売元はDADAレーベル。
2021年8月14日からはストリーミング配信を開始した。

## 背景・リリース
CDシングルとしては、前作「歌になりたい/Breath of Bless 〜すべてのアスリートたちへ」から約1年8か月ぶりとなる作品。
2021年7月1日にはCD発売に先駆けて、配信サイトにて先行配信が開始された。

## 音楽性
本作に収録されている2曲は、どちらもラブソングである。2曲の制作時期は2014年から2015年頃に制作されている。後述の通り、ASKAはラブソングに抵抗感を持っていたが、60代になってから若い頃のように純粋に歌うことが出来る年代になったと評価している。また、2020年に発売したアルバム『Breath of Bless』に収録されている「どうしたの?」でラブソングを歌えるきっかけになったことも公言している。

## 収録曲
| 全作詞・作曲: ASKA。 |                    |           |            |                    |      |
| #                    | タイトル           | 作詞      | 作曲・編曲 | 編曲               | 時間 |
| 1.                   | 「笑って歩こうよ」 | ASKA      | ASKA       | 松本晃彦、澤近泰輔 | 4:21 |
| 2.                   | 「プラネタリウム」 | ASKA      | ASKA       | ASKA               | 3:42 |
| 合計時間:            | 合計時間:          | 合計時間: | 8:03       |                    |      |

## 楽曲解説
1. 笑って歩こうよ
1970年代のイメージを乗せたメロディーであり、当たり前なことを言えない世の中に「笑う」ということ、そして何を大切に進むかを意識した楽曲となっている[4]。楽曲のジャンルに関してASKAはラブソングの中でも男女間のラブソングと公言している[12]。コロナ禍ということもあり、このご時世に皆んなで笑う場面でも笑ってはいけないムードになってしまうことにASKAは着目して、この楽曲がこの時期に発売された[9][10]。
編曲は松本晃彦と澤近泰輔が担当しており、ASKAは「松本が編曲のベースを行い、澤近がそれに飾り付けをした」と自身のブログで公表している[13]。
ASKAはこの楽曲が1990年代に発売されていたら、ダブル・ミリオン（200万枚）を超える作品になっているほどの自信作だと公言している[13]。
2021年6月27日に放送されたラジオ番組『ASKA Terminal Melody』（TOKYO FM）にて、楽曲が初公開された[14]。
ミュージック・ビデオは石井貴英が監督を務め、女優の尾野真千子が思い出の詰まった街に別れを告げた女性役で出演している。なお、石井から尾野にオファーしたことで出演が実現した[6][注 1]。
2. プラネタリウム
ASKAは10代から30代の時はラブソングに関して歌うことができたが、40代や50代の時はラブソングに抵抗感があったという。60代になって考えがリセットされ、抵抗感が無くなり若い時のように無理なく歌うことが出来るようになったという。この楽曲によって少しずつ自然とラブソングが歌えるようになったことを公言している[9]。

## 参加ミュージシャン
笑って歩こうよ
- Programming：澤近泰輔

プラネタリウム
- Guitar：鈴川真樹
- Programming：鈴川真樹、藤山祥太

## 収録アルバム
- Wonderful world (#1,2)